# Troisième circonscription du Nord de 1945 à 1958
La 3e circonscription du Nord était l'une des 3 circonscriptions législatives françaises que comptait le département du Nord de 1945 à 1958,. 

## Description géographique et démographique
La troisième circonscription du Nord était située à la périphérie de l'agglomération Lilloise. Située entre la Belgique, le Pas-de-Calais et le département de l'Aisne est centrée autour de la ville de Valenciennes.
Elle regroupait les divisions administratives suivantes : Canton d'Arleux ; Canton d'Avesnes-sur-Helpe-Nord ; Canton d'Avesnes-sur-Helpe-Sud ; Canton de Bavay ; Canton de Berlaimont ; Canton de Bouchain ; Canton de Cambrai-Est ; Canton de Cambrai-Ouest ; Canton de Carnières ; Canton du Cateau ; Canton de Clary ; Canton de Condé-sur-l'Escaut ; Canton de Denain ; Canton de Douai-Nord  ; Canton de Douai-Ouest ; Canton de Douai-Sud ; Canton de Landrecies ; Canton de Marchiennes ; Canton de Marcoing ; Canton de Maubeuge-Nord ; Canton de Maubeuge-Sud ; Canton d'Orchies ; Canton du Quesnoy-Est ; Canton du Quesnoy-Ouest ; Canton de Saint-Amand-les-Eaux-Rive droite ; Canton de Saint-Amand-les-Eaux-Rive gauche ; Canton de Solesmes ; Canton de Solre-le-Château ; Canton de Trélon ; Canton de Valenciennes-Est ; Canton de Valenciennes-Nord et le Canton de Valenciennes-Sud.

## Historique des députations
| Législature                          | Début de mandat  | Fin de mandat     | Députés élus | Parti politique | Observations |
| ------------------------------------ | ---------------- | ----------------- | --- | --- | ------------ |
| 1re Assemblée nationale constituante | 21 octobre 1945  | 10 juin 1946      | Émilienne Galicier Paul Gosset Adonis Brichot Raymond Gernez Eugène Thomas Madeleine Léo-Lagrange Henri Martel Émile Bocquet Arthur Musmeaux                      | PCF MRP PCF SFIO PCF MRP PCF                                                                                                  |              |
| 2e Assemblée nationale constituante  | 2 juin 1946      | 27 novembre 1946  | Émilienne Galicier Paul Gosset Robert Coutant Raymond Gernez Eugène Thomas Robert Nisse Henri Martel Émile Bocquet Arthur Musmeaux                                | PCF MRP SFIO Républicains indépendants PCF MRP PCF                                                                            |              |
| 1re législature                      | 10 novembre 1946 | 4 juillet 1951    | Émilienne Galicier Paul Gosset Raymond Gernez Eugène Thomas Robert Nisse Henri Fiévez Émile Bocquet Henri Mallez Arthur Musmeaux Albert Maton                     | PCF MRP SFIO Républicains indépendants PCF MRP Républicains indépendants PCF                                                  |              |
| 2e législature                       | 17 juin 1951     | 1er décembre 1955 | Émilienne Galicier Paul Gosset Raymond Gernez Eugène Thomas Robert Nisse Henri Martel Robert Coutant Henri Mallez Arthur Musmeaux Albert Maton                    | PCF MRP SFIO Républicains indépendants PCF SFIO RPF PCF                                                                       |              |
| 3e législature                       | 2 janvier 1956   | 8 décembre 1958   | Émilienne Galicier Paul Gosset Raymond Gernez Eugène Thomas Robert Nisse Tarsyle Dewasmes André Bonnaire Robert Coutant Henri Martel Arthur Musmeaux Albert Maton | PCF MRP SFIO Républicains indépendants SFIO (Remplacement de Robert Nisse) Républicain radical et radical-socialiste SFIO PCF |              |